# Jill Pierce
Jill Pierce es una actriz estadounidense, reconocida por su participación en las series de televisión Baywatch, Beverly Hills 90210 y Married with Children.

## Biografía
Pierce inició su carrera en la década de 1980, aunque logró popularidad en su país en los años 1990, especialmente por su participación como Callie Phillips en el seriado Baywatch. Otras producciones para televisión en las que figuró en la década fueron Married with Children, Twin Peaks, Perfect Strangers, Blossom, Beverly Hills 90210 y Wings. También registró apariciones en largometrajes y telefilmes, entre los que destacan Kickboxer 4, Mean Guns, The Unborn II y A Match Made in Heaven.

## Filmografía

### Cine
| Año  | Título                 | Papel             |
| ---- | ---------------------- | ----------------- |
| 1989 | Darkroom               | Janet             |
| 1990 | Crazy People           | Hija              |
| 1991 | The Owl                | Mujer             |
| 1992 | Dance with Death       | Lola              |
| 1992 | Ring of the Musketeers | Guerrera          |
| 1994 | Kickboxer 4            | Darcy Cove        |
| 1994 | The Unborn II          | Madre             |
| 1994 | Cyborg Cop II          | Liz McDowell      |
| 1994 | Witch Hunt             | Marie             |
| 1995 | Suspect Device         | Operadora         |
| 1996 | Omega Doom             | Zinc              |
| 1997 | Blast                  | Moses             |
| 1997 | A Match Made in Heaven | Tiffany Needleman |
| 1997 | Mean Guns              | Mujer del mambo   |

### Televisión
| Año  | Título                | Notas       |
| ---- | --------------------- | ----------- |
| 1990 | Twin Peaks            | 1 episodio  |
| 1991 | Growing Pains         | 1 episodio  |
| 1991 | Top of the Heap       | 1 episodio  |
| 1991 | Married with Children | 2 episodios |
| 1991 | Northern Exposure     | 1 episodio  |
| 1992 | Perfect Strangers     | 1 episodio  |
| 1992 | Tequila and Bonetti   | 1 episodio  |
| 1992 | Jake and the Fatman   | 1 episodio  |
| 1992 | Herman's Head         | 1 episodio  |
| 1992 | Blossom               | 2 episodios |
| 1993 | Major Dad             | 1 episodio  |
| 1993 | Eden                  | 1 episodio  |
| 1994 | Empty Nest            | 1 episodio  |
| 1995 | Robin's Hoods         | 1 episodio  |
| 1995 | Baywatch              | 3 episodios |
| 1995 | Wings                 | 1 episodio  |
| 1998 | Beverly Hills 90210   | 1 episodio  |
| 1998 | Encore! Encore!       | 1 episodio  |